# Ideoblothrus maya
Espèce
Synonymes
- Pachychitra maya Chamberlin, 1938

Ideoblothrus maya est une espèce de pseudoscorpions de la famille des Syarinidae.

## Distribution
Cette espèce est endémique du Yucatán au Mexique,. Elle se rencontre à Oxkutzcab dans une grotte.

## Systématique et taxinomie
Cette espèce a été décrite sous le protonyme Pachychitra maya par Chamberlin en 1938. Elle est placée dans le genre Ideoblothrus par Muchmore en 1982.

## Publication originale
- Chamberlin, 1938 : A new genus and three new species of false scorpion from Yucatan Caves (Arachnida - Chelonethida). Publications of the Carnegie Institution of Washington, no 491, p. 109-121.